# セルヒー・ヴァシリキウシキー
セルヒー・イヴァノヴィチ・ヴァシリキウシキー（ウクライナ語: Сергі́й Іва́нович Василькі́вський、ロシア語: Серге́й Ива́нович Василько́вский、1854年10月19日 – 1917年10月8日）は、近代ウクライナの画家である。
ウクライナの自然や農村の風景、そしてコサックの歴史と伝統をそのテーマとした。3,000点余りの作品を制作したが、戦火で失われ、500点前後が残されるのみである。

## 生涯
1854年、スロボダ・ウクライナのイジュームに生まれた。祖父はチュマクであり、さらにその祖先はコサックであった。
1861年、家族とともにハルキウに移住し、そこで美術を習い始めた。
1876年、サンクトペテルブルクの帝国美術アカデミーに入学した。1876年はウクライナ語での出版使用を禁止する法令「エムス法」が発布された年でもあった。
1880年より、ウクライナを題材とする風景画の先駆であったウラジミール・オルロフスキーの風景科クラスで学んだ。こうして、ヴァシリキウシキーは故郷にいたときよりもウクライナの文化に関心を持つようになった。
1885年に制作した作品が高く評価され、ヨーロッパ留学の権利と奨学金が与えられた。フランスに拠点を置き、イギリス、スペイン、イタリア、ドイツ、アルジェリアを歴訪した。フランス時代の作品は現地でも高い評価を得、「ル・サロン」での展示も行った。
1888年、ハルキウに戻り、ウクライナを主題とした作品を制作した。
1900年、ニコライ・サモキシらとともに作品集「ウクライナの古代」を発表。
1917年、ハルキウに美術館を創立することを願い、自らの1340点の作品と財産を「スロボダ・ウクライナ博物館」に寄贈した。同年10月、3,000点余りの作品を後世に残し死去した。しかし第二次世界大戦中にそれらの作品は多く失われ、現在500点ほどしか残されていない。

## 作風
自然の風景をありのままに描くバルビゾン派に影響を受けた。ハルキウに戻って以降は特にウクライナの社会や国としてのアイデンティティを指向した作品を制作した。風景画、風俗画を主としながら、歴史画にも作品が見られる。コサックを題材とした作品が多いことが特徴的である。
特定の団体に所属することはなく、1890年に帝国美術アカデミーから会員資格を授与された際にも拒否した。

## ギャラリー

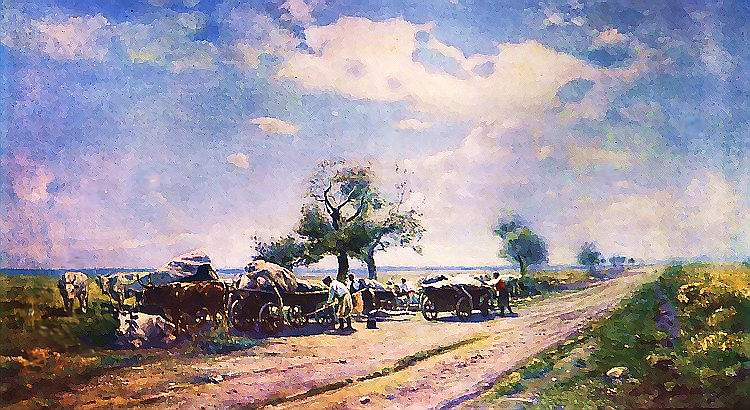
チュマクの道
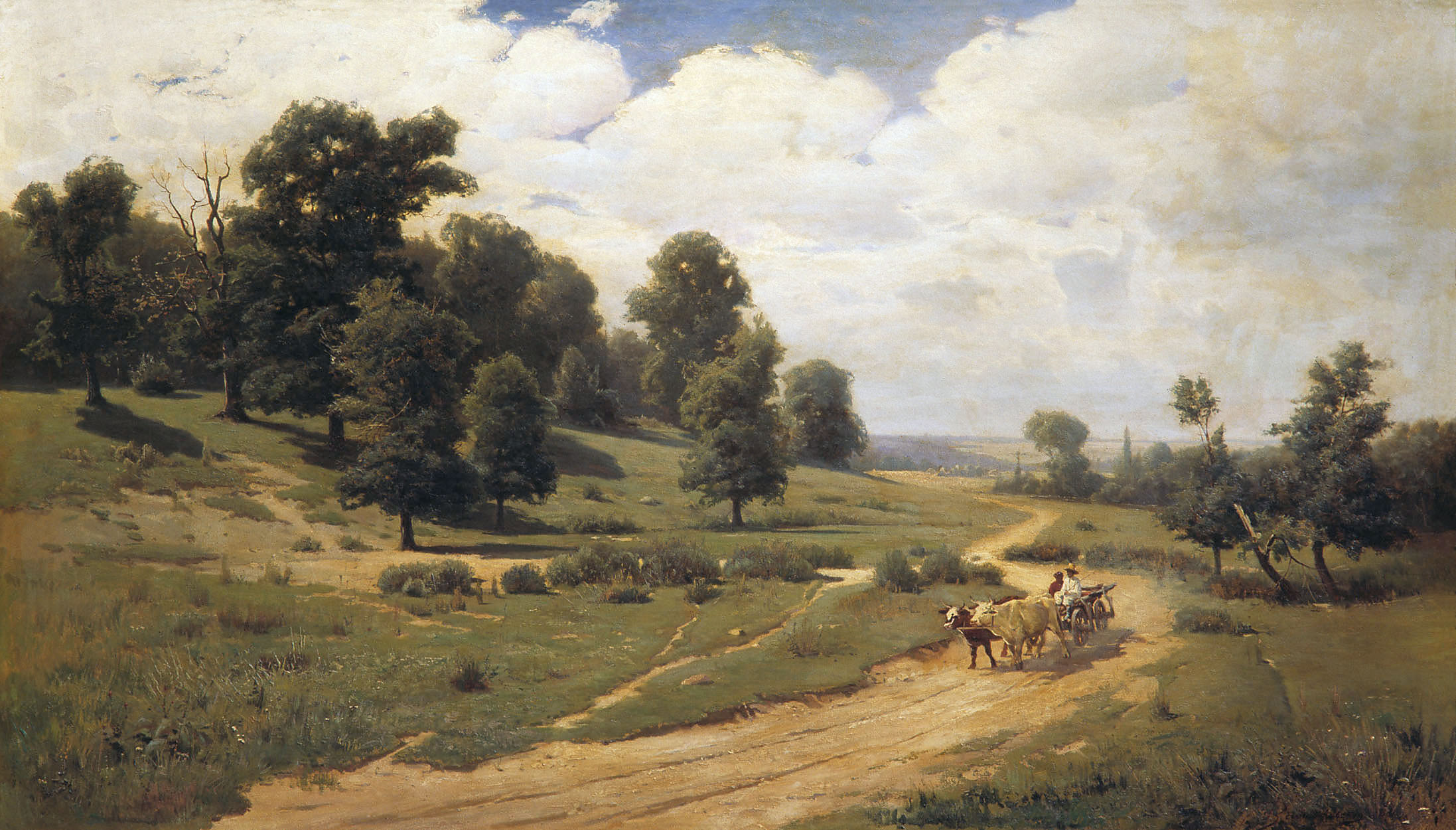
ウクライナの風景
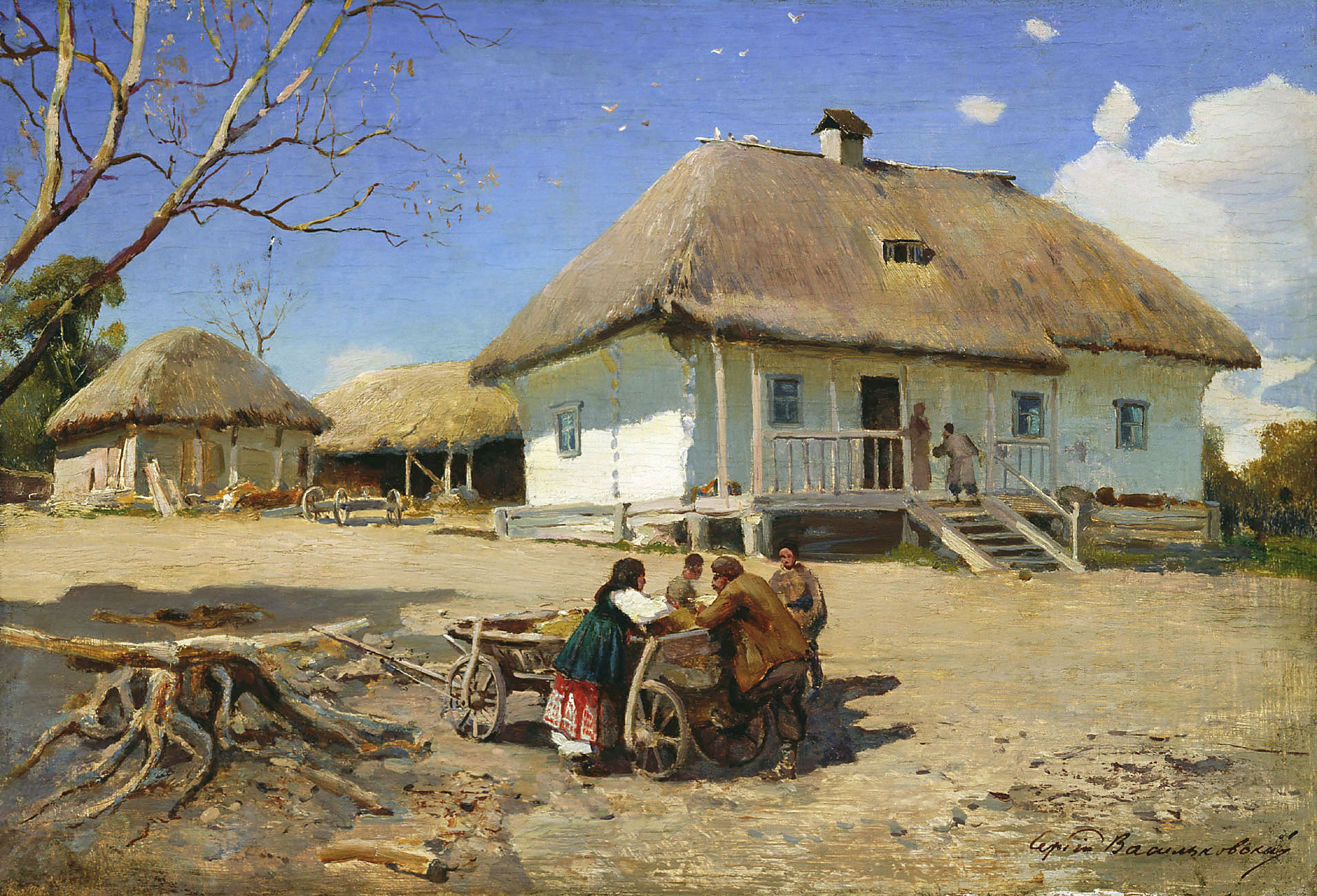
コサックの屋敷
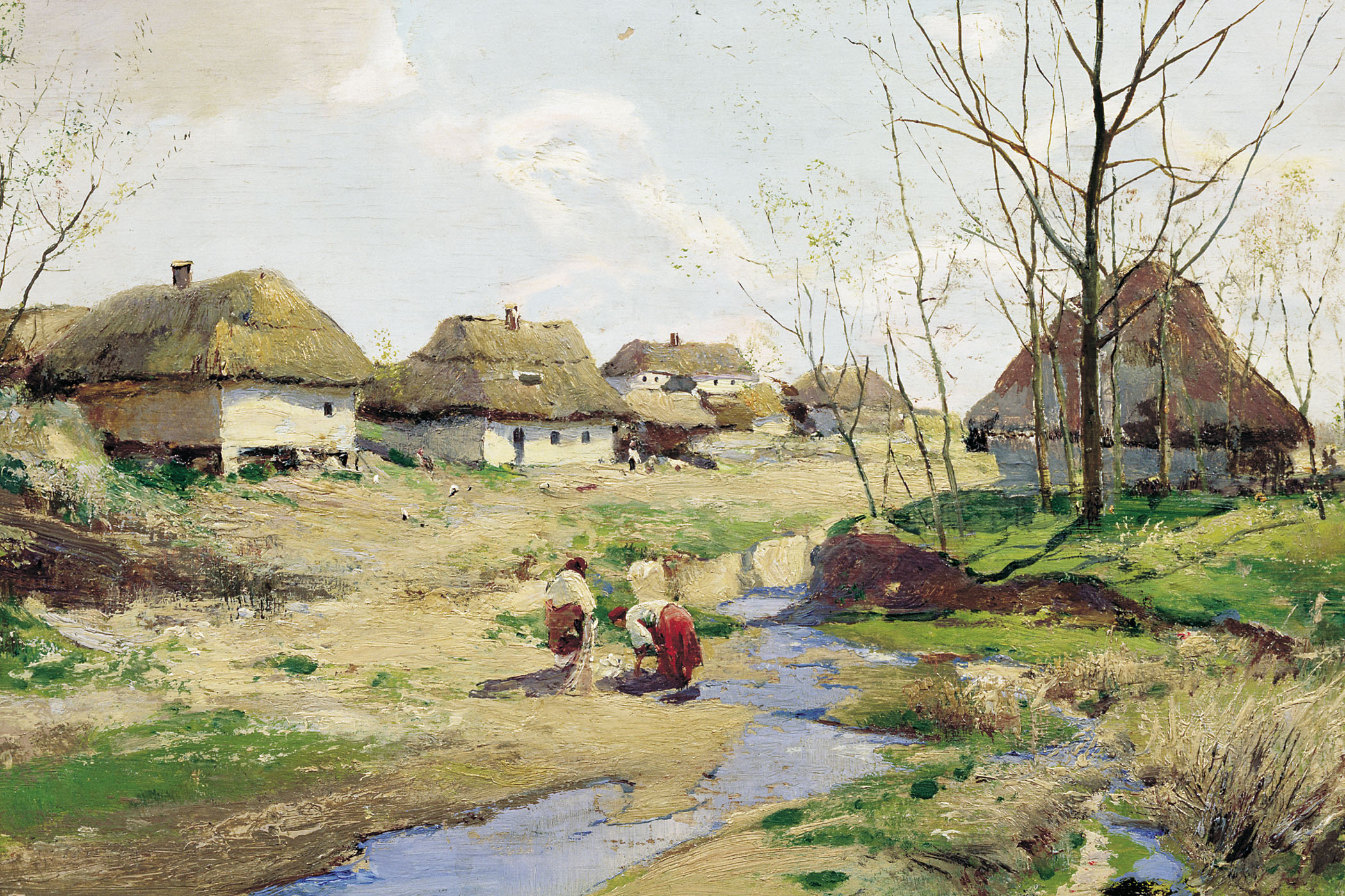
ウクライナの春
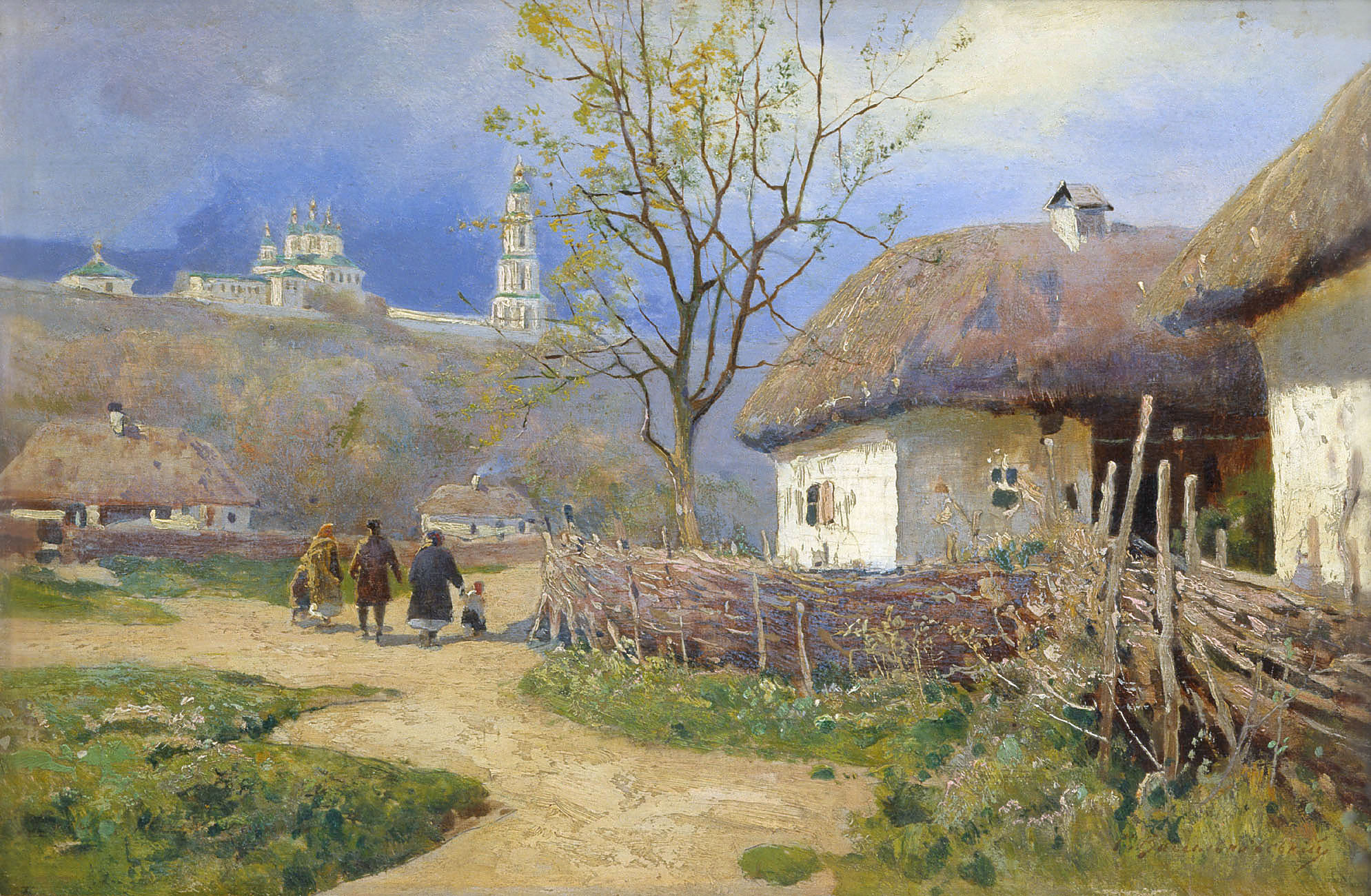
ポルタヴァ州
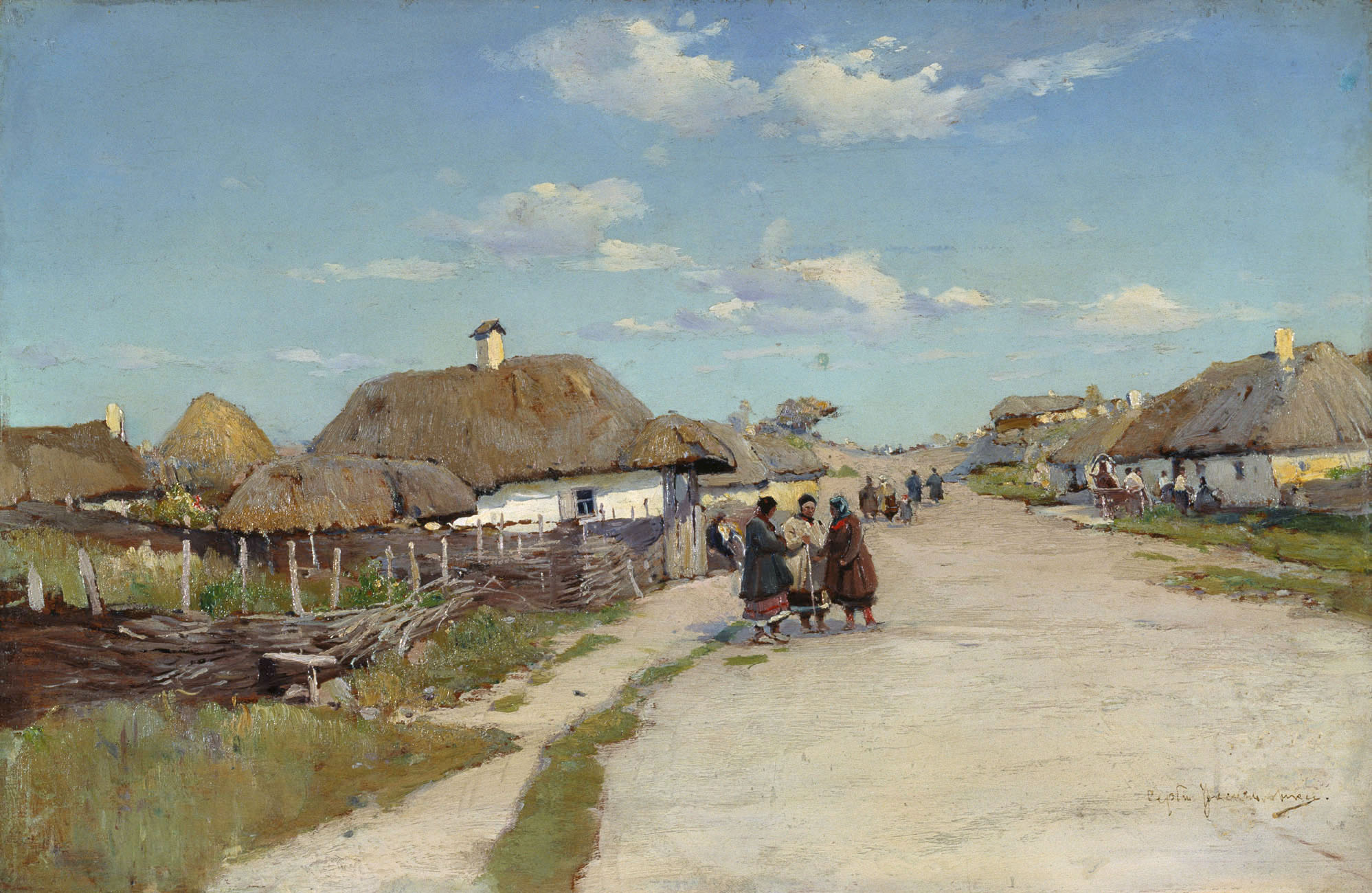
農村の路
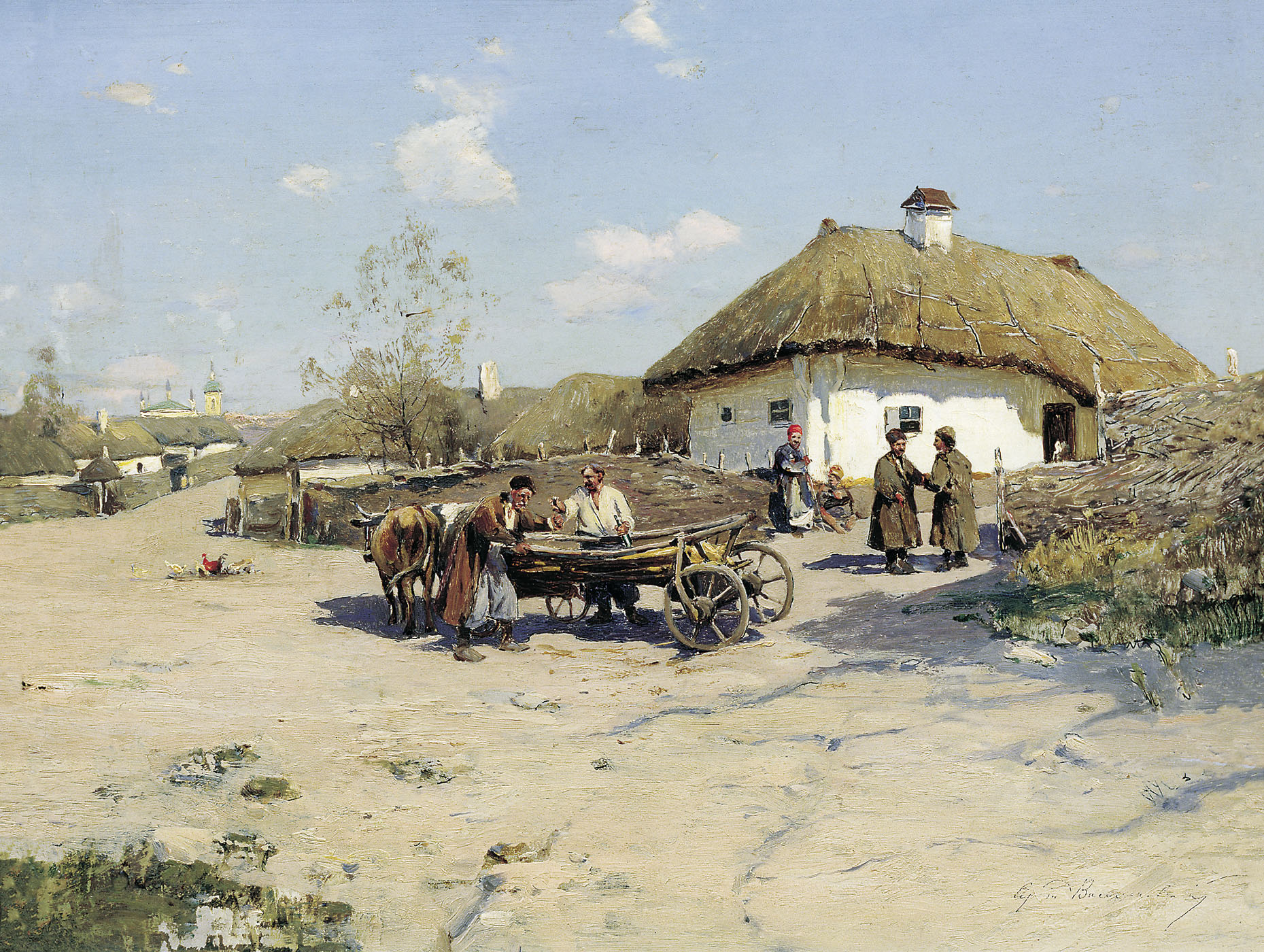
近辺
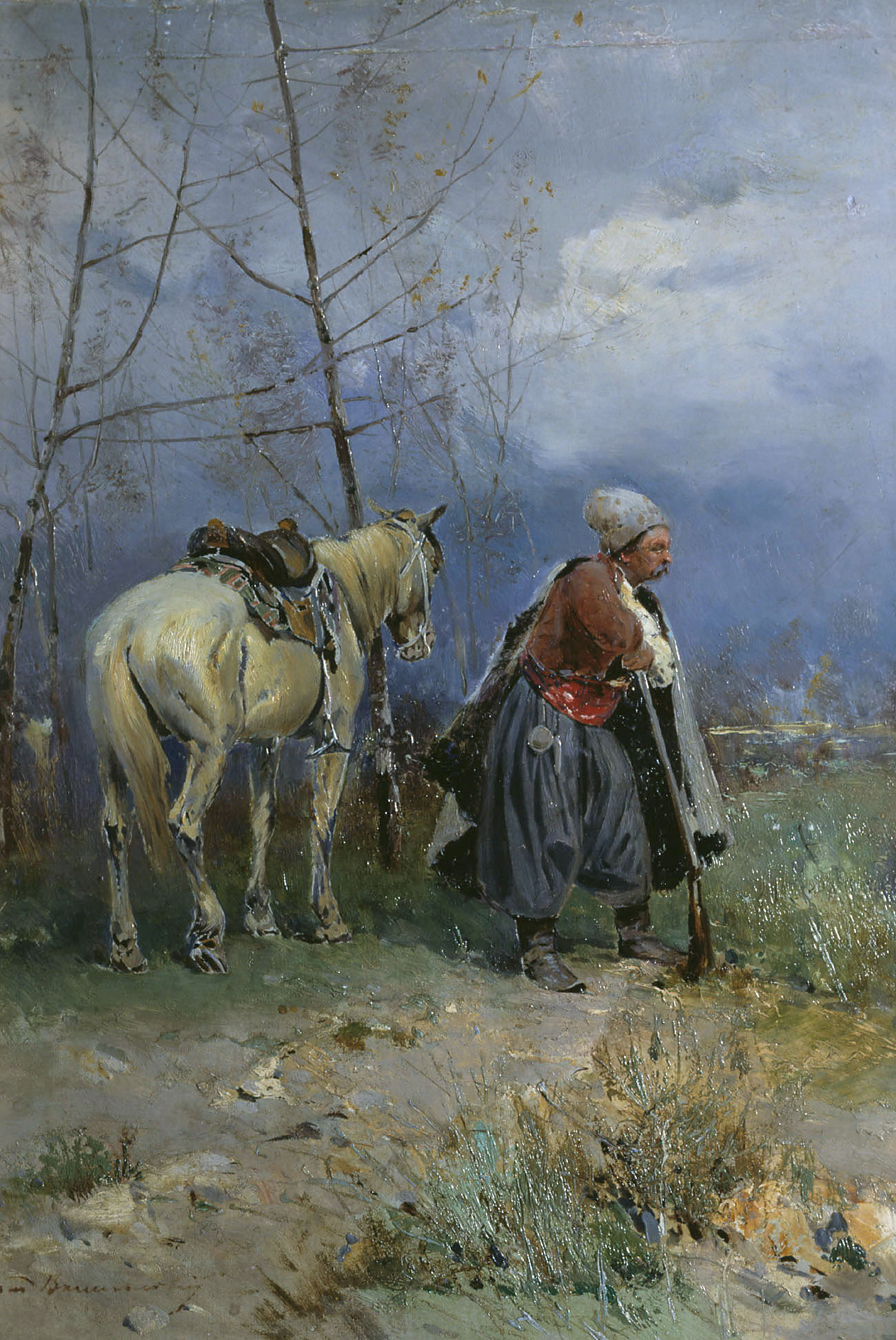
見張中
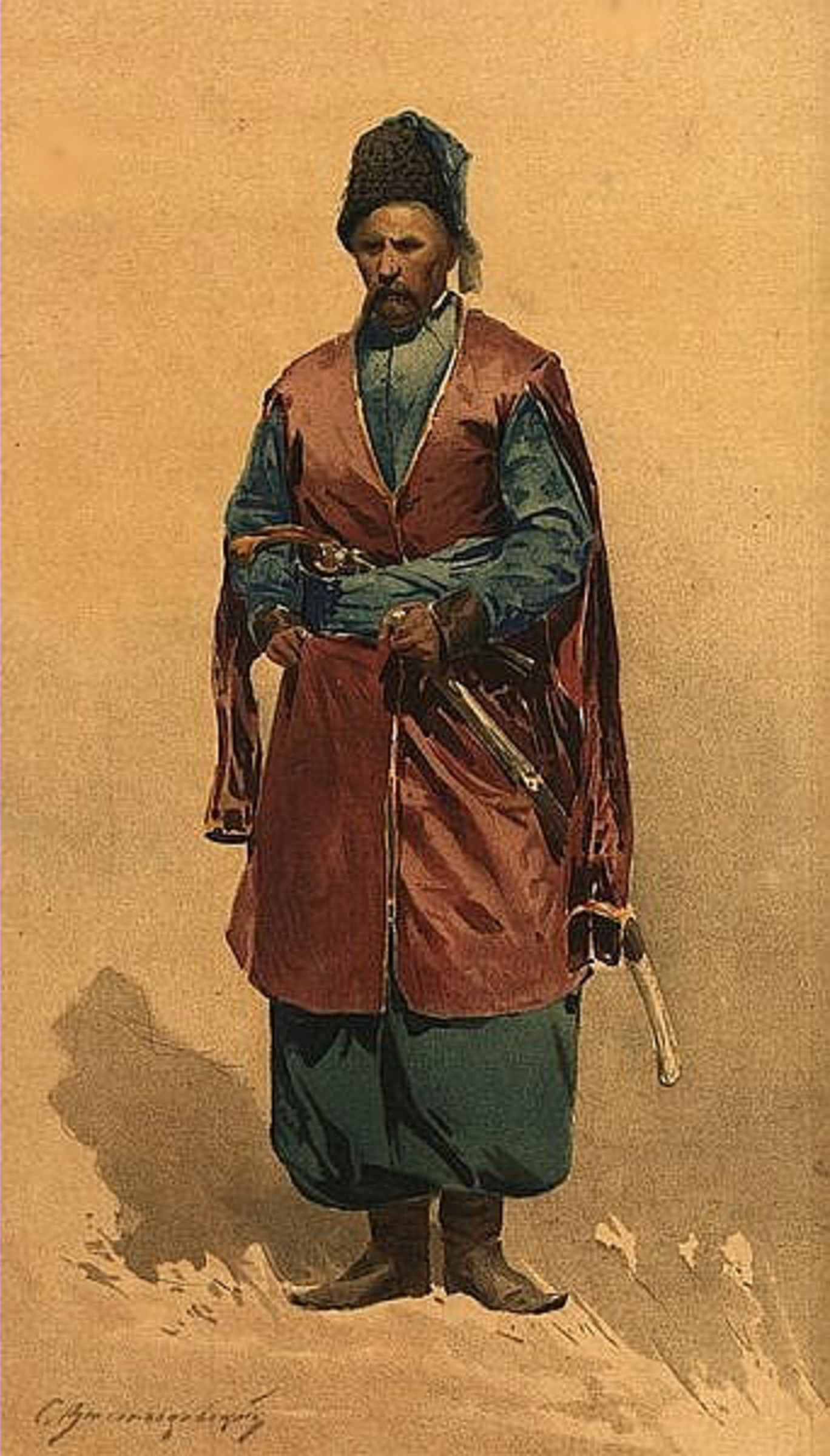
ウクライナ・コサックの連隊長
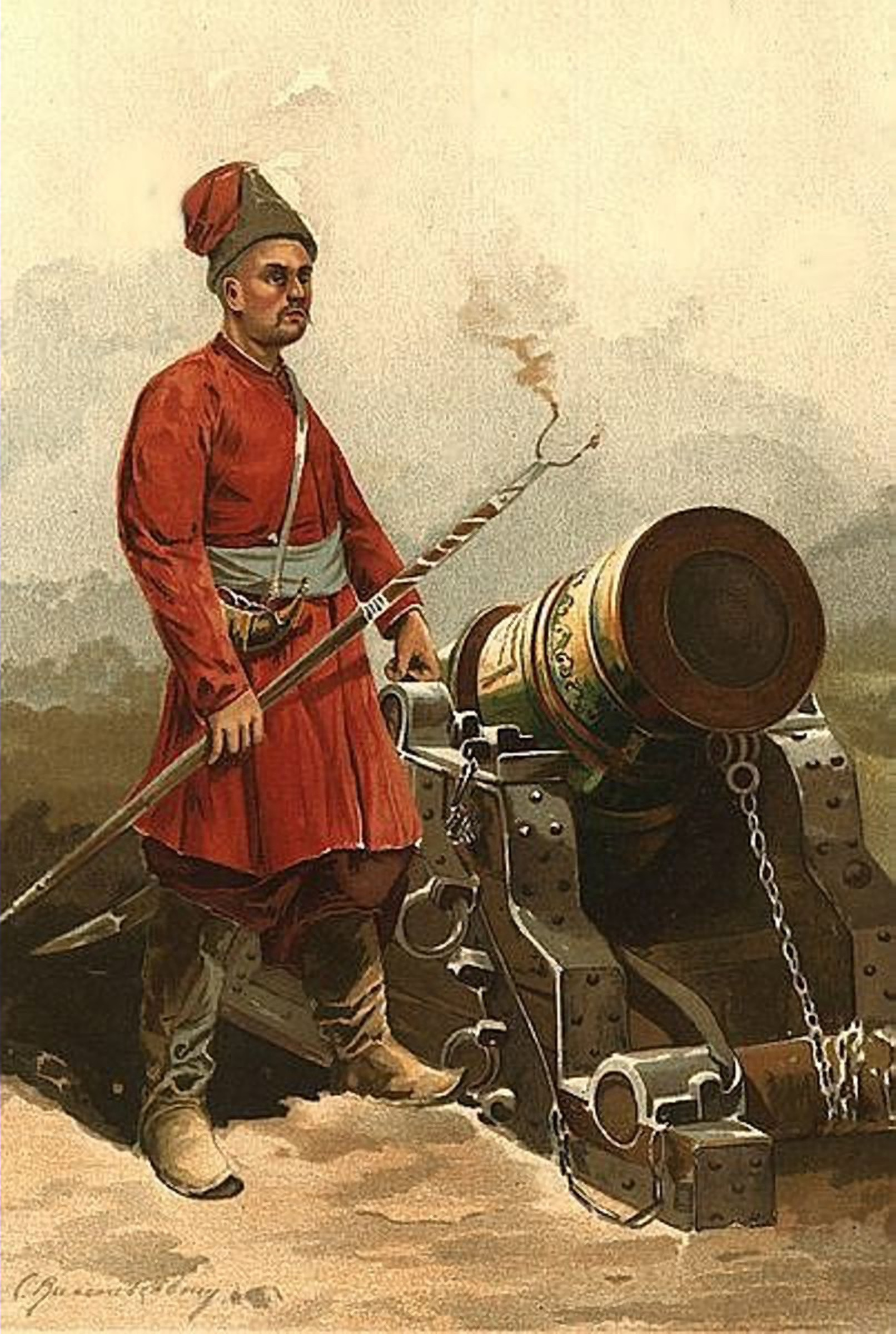
マゼーパ時代の大砲隊のコサック
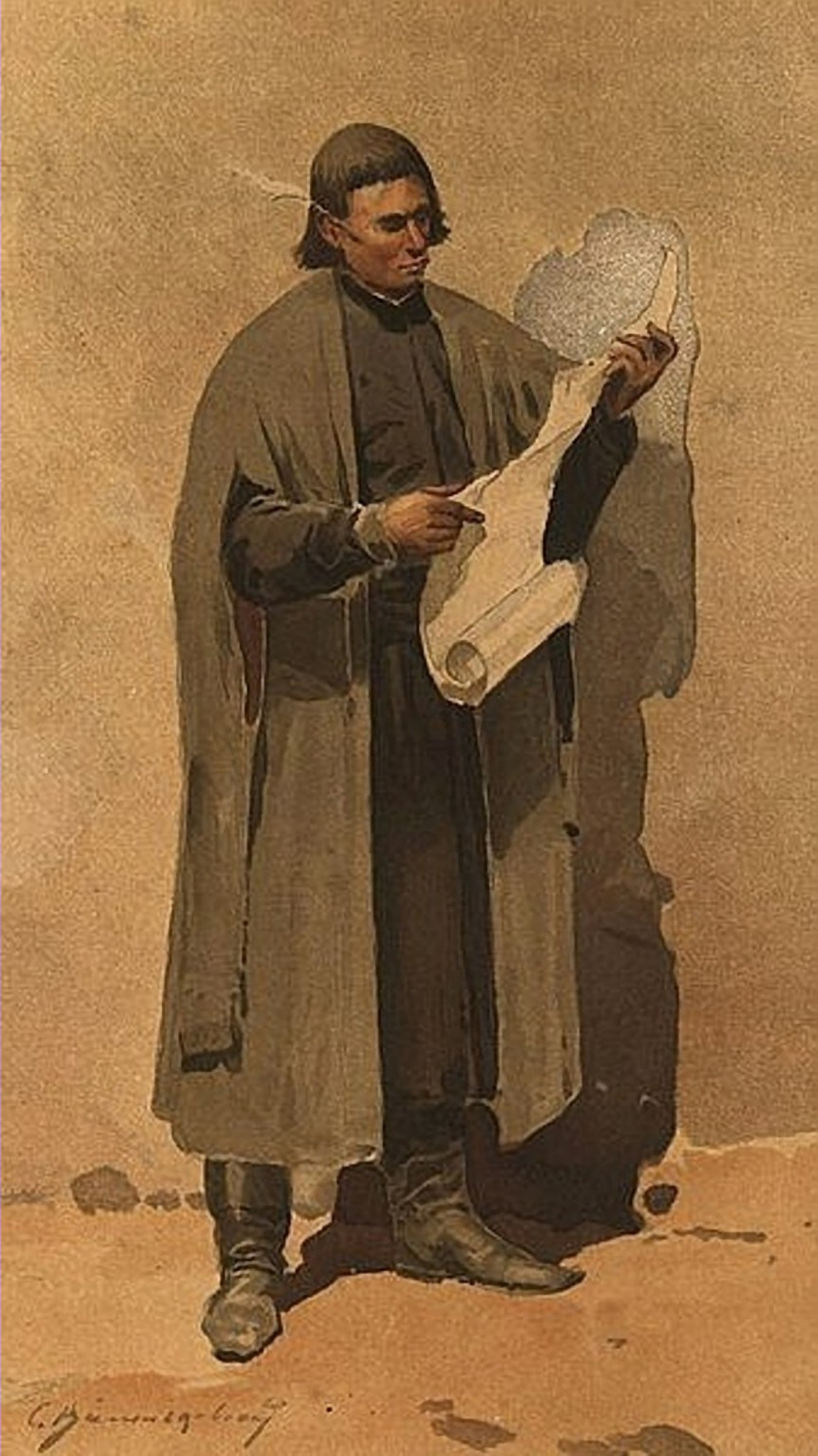
コサックの軍事書記
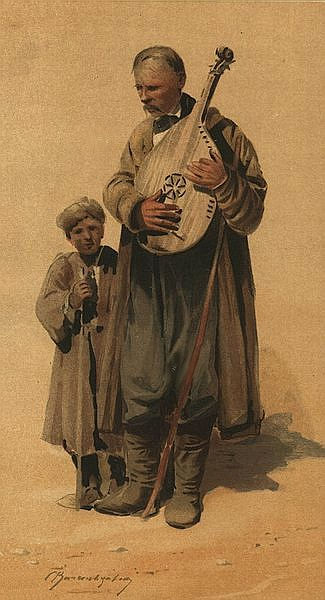
ウクライナのコブザール
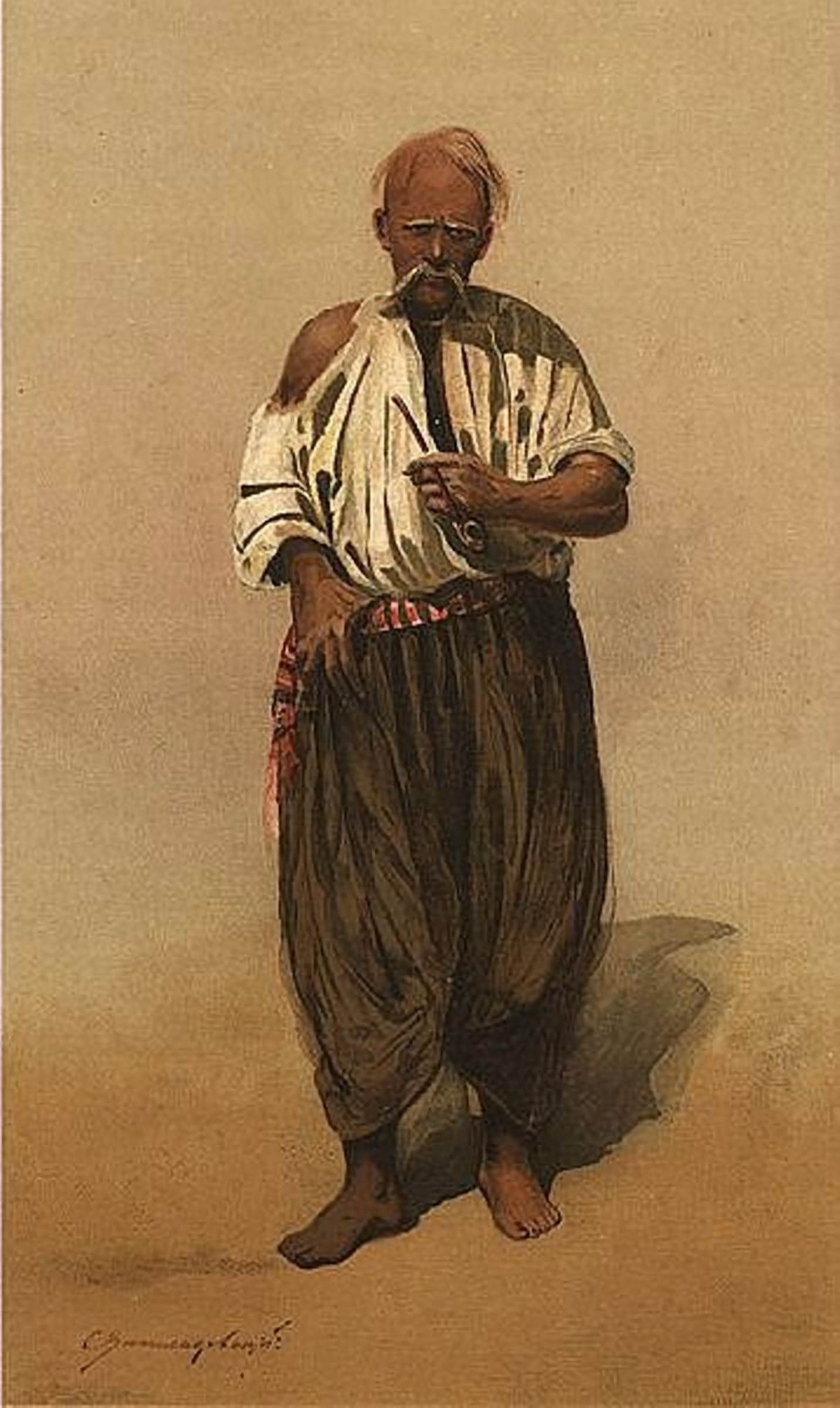
コサックの長老
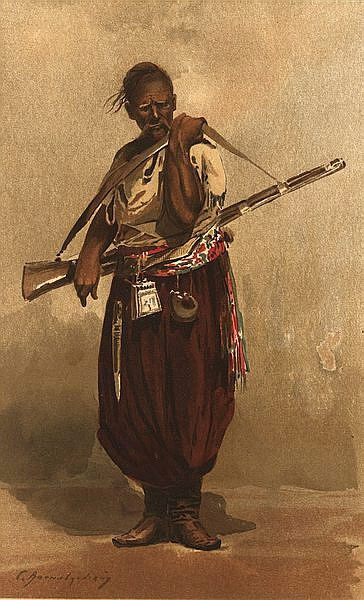
ザポロージャ・コサック
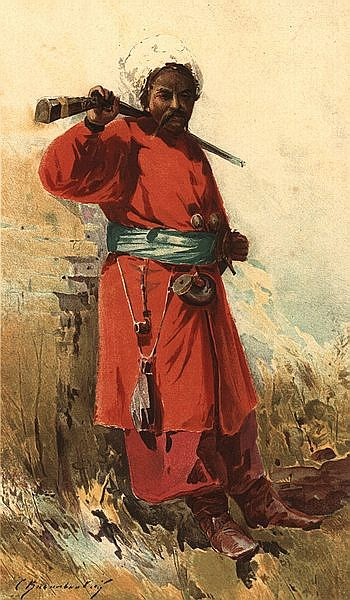
ザポロージャ・コサック
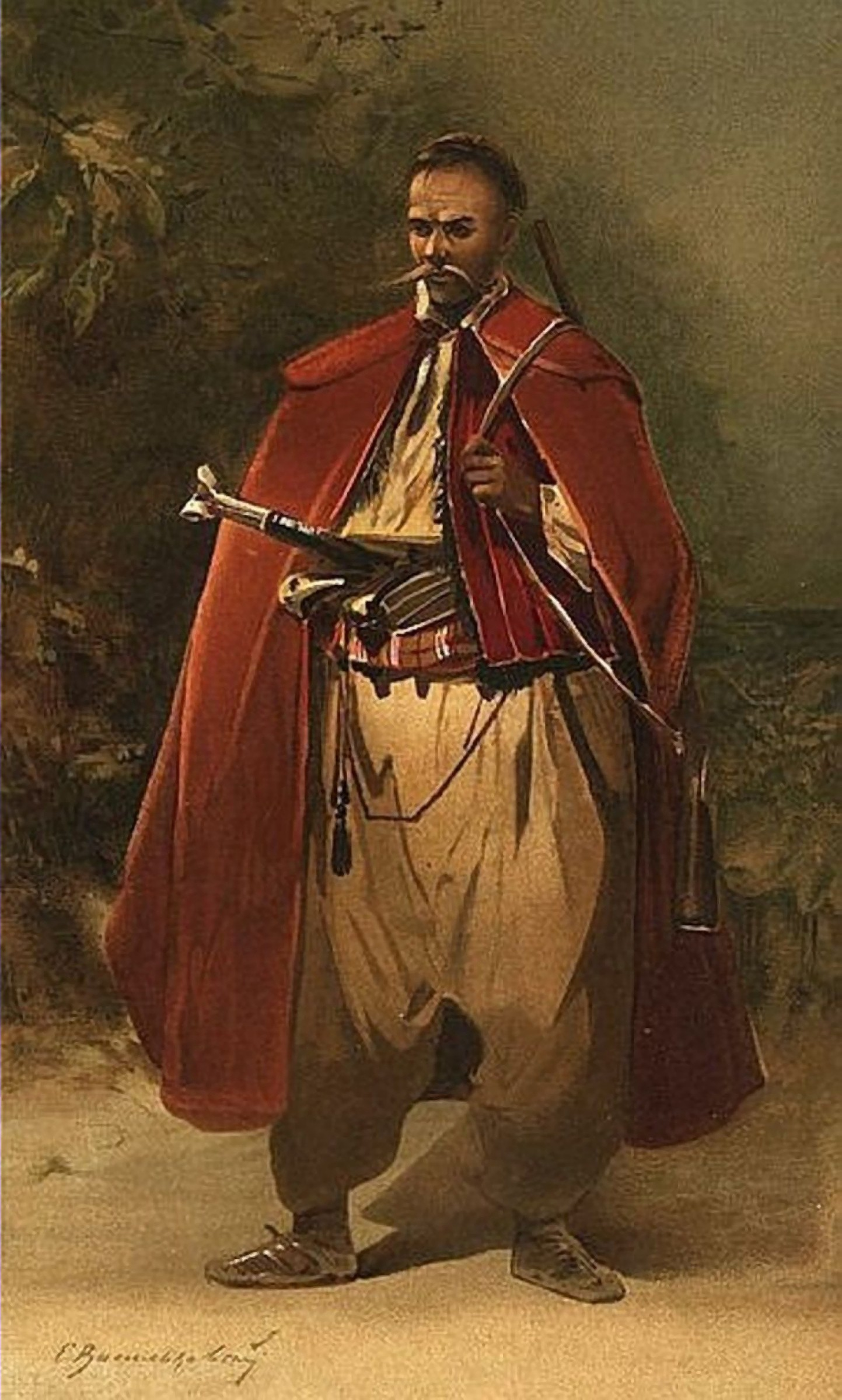
越ドナウ・シーチのザポロージャ・コサック